# Andrew Carleton
Andrew Carleton (* 22. Juni 2000 in Powder Springs, Cobb County, Georgia) ist ein US-amerikanischer Fußballspieler auf der Position eines Flügelspielers und Stürmers. Seit Sommer 2016 steht er im Aufgebot von Atlanta United, das erst im Spieljahr 2017 seinen Spielbetrieb in der Major League Soccer, der höchsten nordamerikanischen Fußballliga, aufnahm. Bis zu diesem Zeitpunkt war er an den Kooperationspartner Charleston Battery in die United Soccer League verliehen worden.

## Karriere
Andrew Carleton wurde am 22. Juni 2000 in der Kleinstadt Powder Springs im Cobb County des US-Bundesstaates Georgia geboren, wo er auch aufwuchs und seine Karriere als Fußballspieler begann. Im fortgeschrittenen Alter kam er zu Georgia United, einem der U.S. Soccer Development Academy angeschlossenen Nachwuchsausbildungsverein, bei dem er in der Saison 2015/16 bei 15 Meisterschaftseinsätzen (davon elf von Beginn an) für das U17-/U18-Team acht Treffer und vier Torvorlagen beisteuerte. Dort war er jahrelang aktiv und empfahl sich dabei auch für Einsätzen für den US-Verband, wobei er erstmals im Jahre 2014 für die U14-Nationalauswahl seines Landes zum Einsatz kam. Bereits im gleichen Jahr schaffte er den Sprung in die U15-Mannschaft, in der er daraufhin bis ins Jahr 2015 aktiv war. In diesem Jahr kam er auch erstmals in den U16-, U17- und U18-Auswahlen seines Heimatlandes zum Einsatz und wird (Stand: Oktober 2016) noch immer in regelmäßigen Abständen in alle drei Nationalmannschaften einberufen. Durch sein Talent und seine Torgefährlichkeit in den diversen US-Nationalteams wurden die Verantwortlichen des zukünftigen Major-League-Soccer-Franchises Atlanta United, das ab 2017 am Spielbetrieb der höchsten nordamerikanischen Fußballliga teilnehmen wird, auf ihn aufmerksam. Das Franchise ging bereits ein Jahr zuvor eine Partnerschaft mit der Ausbildungsstätte Georgia United Soccer Alliance (GUSA) ein, wodurch Carleton ebenfalls bereits zu diesem Zeitpunkt auf dem Radar des zukünftigen MLS-Franchises auftauchte.
Kurz danach fand er auch den Weg in die US-amerikanische U-17-Nationalelf, mit der er daraufhin an diversen internationalen Turnieren teilnahm und mitunter als torgefährlich galt. Als Nationalspieler fiel er jedoch auch bereits davor auf; so unter anderem bei seiner Teilnahme am Tournament delle Nazioni im Mai 2015 in Gradisca d’Isonzo, als er bei fünf Länderspieleinsätzen sieben Treffer beisteuerte, darunter zwei bei einem 3:2-Erfolg über die Alterskollegen aus Österreich. In weiterer Folge wurde Carletons Wechsel in die Major League Soccer am 9. Juni 2016 bekanntgegeben, wobei er nach Alexandros Tabakis, Junior Burgos und Jeffrey Otoo der vierte bestätigte Neuzugang in der Vereinsgeschichte war. Zugleich war er der erste Spieler in der noch jungen Geschichte des Franchises, der über die Homegrown Player Rule unter Vertrag genommen wurde. Da er bei seiner Stammmannschaft nicht zum Einsatz kommen konnte, wurde er, wie der Rest der bereits bestätigten Neuzugänge, an diverse andere Teams verliehen, um dort bis zum Einsatz in der Major League Soccer Spielpraxis zu sammeln. Wie Alexandros Tabakis und Jeffrey Otoo kam Carleton bisweilen beim Kooperationspartner Charleston Battery in der United Soccer League, die als zweithöchste Fußballspielklasse des Landes angesehen wird, unter.
Dort kam er schließlich am 7. September 2016 zu seinem Pflichtspieldebüt, als er bei der 1:2-Auswärtsniederlage gegen den FC Montréal in der 71. Spielminute für Dante Marini eingewechselt wurde. Mit einem Alter von 16 Jahren, zwei Monaten und 16 Tagen ist er zudem hinter Alphonso Davies und Jaylin Lindsey der drittjüngste eingesetzte Spieler im USL-Spieljahr 2016. Bei seinem zweiten Einsatz, einem 2:1-Heimerfolg über den Bethlehem Steel FC vier Tage später, war er zudem mit 16 Jahren, zwei Monaten und 22 Tagen der jüngste von Beginn an eingesetzte US-amerikanische Spieler in der Geschichte der United Soccer Leagues. Bislang wurden Spieler seines Alters zumeist als Einwechselspieler gehandhabt und schafften es nicht in die Stammformation. Davor wurde er bereits Anfang Juli 2016 erstmals für Charleston Battery in einem Freundschaftsspiel gegen die Glasgow Rangers eingesetzt. Danach folgten weitere drei Ligaauftritte, wobei er jedoch in keinem davon durchspielte, sondern von Trainer Michael Anhaeuser zumeist als Einwechselspieler behandelt wurde.
Zu Beginn des Spieljahres 2017 saß Carleton erstmals uneingesetzt auf der Ersatzbank des von Gerardo Martino trainierten MLS-Franchises Atlanta United, kam aber bisweilen (Stand: 19. April 2017) nicht zum Einsatz.